# De astronomia
De astronomia ist eine Kompilation von Beschreibungen der Sternbilder und von Vorstellungen der Antike zum Weltenaufbau in lateinischer Sprache. Sie wird auch mit dem Titel poetica astronomica geführt.

## Autor und Zeitstellung
Der nur als Hyginus überlieferte Autor ist möglicherweise identisch mit Gaius Iulius Hyginus, einem römischen Gelehrten der augusteischen Zeit. De astronomia wäre in dem Fall gegen Ende des 1. Jahrhunderts v. Chr. entstanden. Die Phainomena des Aratos von Soloi, die eine der Quellen des Hyginus sind, waren damals in Rom bekannt und wurden mehrfach ins Lateinische übertragen. Doch werden die unter dem Namen ‚Hyginus‘ kursierenden Schriften, neben De astronomia ein Genealogiae oder Fabulae genanntes Werk, die miteinander über Referenzen verknüpft und auf einen gemeinsamen Autor zurückzuführen sind, von einem Teil der Forschung in das späte 1. oder das 2. Jahrhundert datiert und einem Hyginus Mythographus genannten Autor zugewiesen.

## Inhalt

### Vorwort
Hyginus widmet sein Buch einem Marcus Fabius, der unter den zahlreichen überlieferten Personen dieses Namens nicht eindeutig zu identifizieren ist. In der folgenden Inhaltsangabe wird nicht nur eine Beschreibung des Sternenhimmels, sondern auch Informationen über Erde, Meer, Mond und die Sphären angekündigt.

### Buch 1
Hyginus entwickelt ein Weltbild, um auf dieser Basis die Begriffe zu definieren, die er in den folgenden Büchern zur Positionierung der Sternbilder benutzt. Danach befindet sich die Erde in der Mitte der Welt und hat eine Achse, die sich vom Pol im Norden zum Pol im Süden erstreckt. Daran werden die 5 Himmelskreise (circuli paralleli) bestimmt: arktischer Himmelskreis (circulus arcticus), tropischer Wendekreis (aestiuus circulus), Himmelsäquator (circulus aequinoctialis), winterlicher Wendekreis (circulus hiemalis) und antarktischer Himmelskreis (circulus antarcticus). Dazu kommt noch Tierkreis (zodiacus) und Milchstraße (circulus lacteus).

### Buch 2
In Buch 2 schildert Hyginus die Mythen, die zu seiner Zeit um die Sternbilder entwickelt worden waren. Er orientiert sich dabei am Katasterismos, der mit Eratosthenes, den er auch mehrfach als Quelle nennt, in Zusammenhang gebracht wird. Wie Eratosthenes beschreibt er 42 Sternbilder, die Planeten und die Milchstraße. Im Gegensatz zu Eratosthenes, der die Sternbilder in eine schleifenförmige, aber grundsätzlich gegen den Uhrzeigersinn verlaufende Reihenfolge stellt, führt er sie in einer dreifachen schraubenförmigen Bewegung im Uhrzeigersinn vom Kleinen Bären ausgehend an. Alle Mythen stammen aus der griechischen Welt, lediglich die Götternamen sind durch das lateinische Analogon ersetzt. Hyginus übernimmt nur die Geschichten, nicht die Angaben zu Sternenanzahl und Positionierung. Er gibt fast vollständig das von Eratosthenes überlieferte wieder, sammelt aber häufig noch weitere Geschichten von anderen, vorwiegend griechischen Autoren dazu. Es handelt sich aber nicht um eine direkte Übersetzung. Zwischen Eratosthenes und Hyginus liegen wohl mehrere Bearbeitungen und Interpretationen, wodurch sich auch Entstellungen ergeben. So stellt das Sternbild Dreieck (2,19) bei Hyginus die Gegend dar, in der der Nil Äthiopien und Ägypten teilt. Eratosthenes sieht in ihm aber stimmiger eine Darstellung des Nildeltas. Für den Hasen (2,33) schildert Hyginus eine Umweltkatastrophe, die er nicht bei Eratosthenes fand, für die sich vielmehr nur sein Bericht erhalten hat: Durch die Ansiedlung von Hasen auf einer Insel wird die Lebensgrundlage der Menschen zerstört. Die Hasen werden total von der Insel entfernt und ihr Bild zur Erinnerung an den Himmel versetzt.

### Buch 3

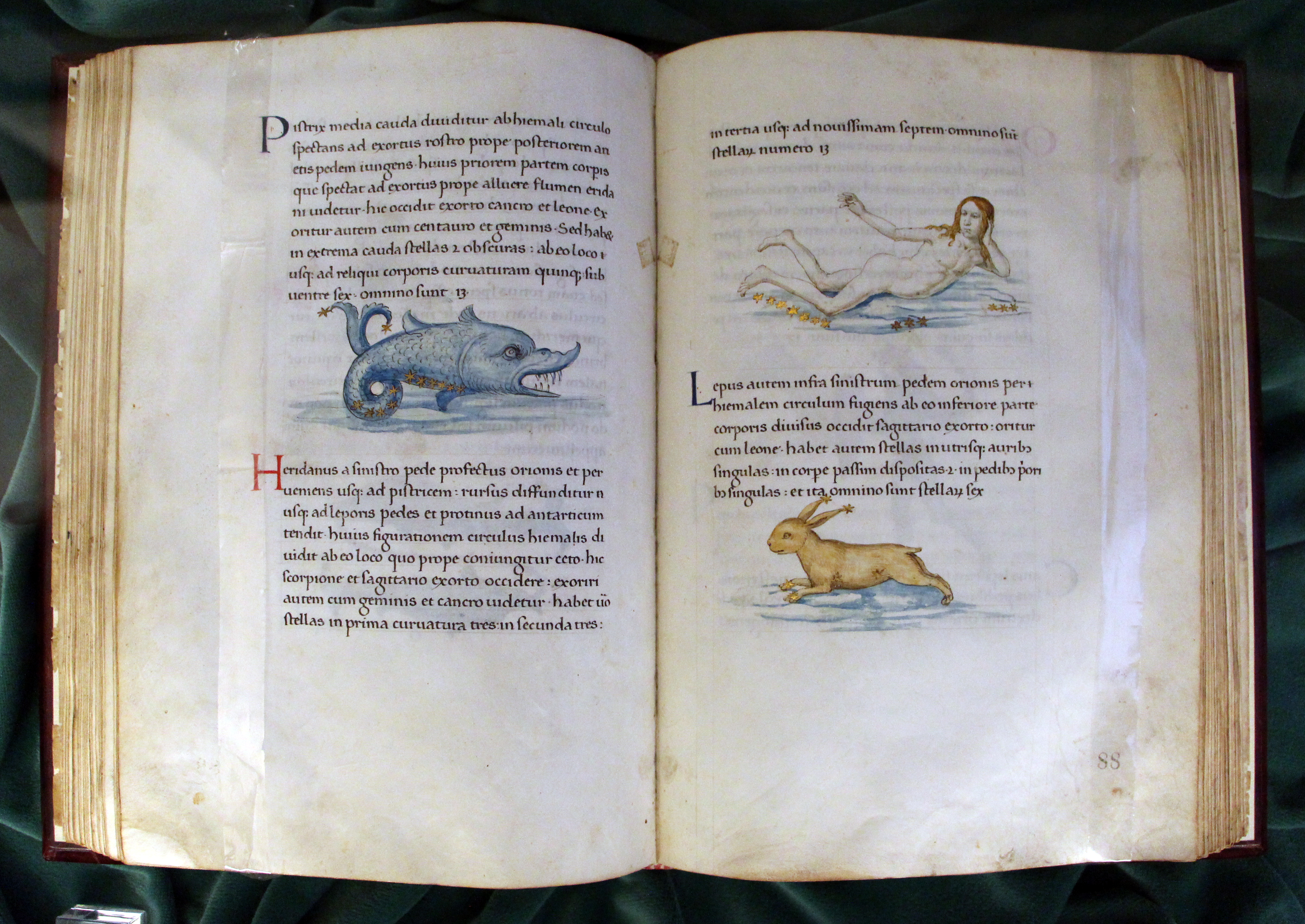
De astronomia 3, 30–31 im Codex Laurentianus, Pluteus 89 sup 43 der Biblioteca Medicea Laurenziana, etwa 1450–1500

Im Buch 3 geht Hyginus die Sternbilder erneut in derselben Reihenfolge durch und überliefert Sternenanzahl, Lage und Aufgang bzw. Untergang im Bezug auf die Sternbilder des Tierkreises. Die Quelle für die Sternenanzahl und Verteilung der Sterne innerhalb der Bilder könnte Eratosthenes gewesen sein, der ebenfalls für jedes Sternbild die Sternanzahl angibt, wobei teilweise verschiedene Zahlen ermittelt werden. Aratos beschreibt ebenfalls die Lage und die Auf- und Untergänge. Er kommt als direkte Quelle aber nicht in Frage, da die Genauigkeit der Angaben sehr unterschiedlich ist. Während Aratos nur ungefähre Angaben macht, bestimmt Hyginus die Objekte meistens durch ihre Position innerhalb der in Buch 1 dargestellten Himmelskreise und mehrerer Nachbarn genau. So schreibt er für das Dreieck (3,18): ...inter aestiuum et aequinoctialem circulum supra caput Arietis, non longe ab Andromedae dextro crure et Persei manu sinistra conlocatum... (...zwischen tropischem Wendekreis und Himmelsäquator, über dem Kopf des Widders, nicht weit vom rechten Schienbein der Andromeda und der linken Hand des Perseus …) Bei Aratos ist nur von der Nähe des Widders und der Andromeda die Rede.

### Buch 4
In diesem Buch wird die Sternbildfolge der Himmelskreise, die bereits in Buch 1 eingeführt wurden, beschrieben. Hyginus folgt dabei weitgehend Aratos, den er auch häufig namentlich erwähnt. Aber auch auf die mundi rationem et quemadmodum moueatur, d. h. auf das Weltsystem, und wie es bewegt wird, wird eingegangen, ebenso auf Sonne, Mond und die Planeten. Dabei werden interessante Theorien der damaligen Zeit diskutiert. Während die führende Meinung war, dass sich die Weltkugel mit den Sternen als ganzes von Ost nach West um die Erde dreht, gab es auch eine Minderheitentheorie, dass sich die Sterne selbstständig bewegen, während die Weltenkugel stillsteht. Möglicherweise handelt es sich um epikureisches Gedankengut. Sonne, Mond und die fünf Planeten wurden jedoch außerhalb der Himmelssphären mit einer selbstständigen Bewegung gesehen. Auch Theorien über die Entfernung dieser Himmelskörper von der Erde wurden entwickelt, die sich ähnlich bei Plinius dem Älteren finden.

## Weiterleben und Überlieferung
Das Werk des Hyginus hatte eine große Nachwirkung. Isidor von Sevilla zitiert es mehrfach in seinem Werk De natura rerum. Zum Beispiel übernimmt er Hyginus, Buch 1,8 fast wörtlich: Terra – ut testatur Hyginus – mundi media regione collocata (Die Erde liegt – wie Hygin bezeugt – in der Mitte der Welt).
Auch einige mittelalterliche Autoren, wie Thierry von Chartres und Johannes von Salisbury nennen ihn als Gewährsmann.
Der Text hat sich in außergewöhnlich vielen Handschriften – vom 11. bis zum 16. Jahrhundert mehr als 70 – erhalten. In einer Reihe von Manuskripten werden Sternbildzeichnungen durch Texte der de astronomia, der Aratea des Cicero und von Plinius dem Älteren erläutert, zum Beispiel im Harleianus 647 aus dem 9. Jahrhundert. Ein besonders schönes Beispiel ist die Leidener Aratea.

## Ausgaben und Übersetzungen
- Ghislaine Viré (Hrsg.): Hygini de astronomia. Teubner, Stuttgart 1992, ISBN 3-519-01438-6 (kritische Ausgabe).
- André Le Bœuffle (Hrsg.): Hygin: L’astronomie. Les Belles Lettres, Paris 1983, ISBN 2-251-013-21-0 (kritische Ausgabe mit französischer Übersetzung).
- Jürgen Wüllrich (Übersetzer): Hyginus: Von der Astronomie (De Astronomia). BoD, Norderstedt 2009, ISBN 978-3-8391-0191-9 (eingeschränkte Vorschau in der Google-Buchsuche).